# Hebius viperinus
Hebius viperinus (гадюкоподібний вуж) — вид змій родини полозових (Colubridae). Ендемік Індонезії.

## Поширення й екологія
Гадюкоподібні вужі відомі за типовим зразком, зібраним у долині річки Індрагірі на півдні провінції Ріау. Вони живуть у низинних і заболочених лісах.